# Nueve de Julio (kommunhuvudort i Argentina, Buenos Aires)
Nueve de Julio är en kommunhuvudort i Argentina.   Den ligger i provinsen Buenos Aires, i den centrala delen av landet, 240 km väster om huvudstaden Buenos Aires. Nueve de Julio ligger 80 meter över havet och antalet invånare är 34 718.
Terrängen runt Nueve de Julio är mycket platt. Det finns inga andra samhällen i närheten.
Trakten runt Nueve de Julio består till största delen av jordbruksmark. Runt Nueve de Julio är det glesbefolkat, med 11 invånare per kvadratkilometer.